# Осатюк Дмитро Іванович
Дмитро́ Іва́нович Осатю́к (нар. 26 жовтня (8 листопада) 1917 — пом. 25 травня 1999) — радянський військовик, Герой Радянського Союзу (1943). У роки німецько-радянської війни командир танкової роти 549-го танкового батальйону 61-ї танкової бригади (67-а армія, Ленінградський фронт), лейтенант.

## Біографія
Народився 26 жовтня (8 листопада) 1917 року в селі Могильне Хащуватської волості Гайсинського повіту Подільської губернії (нині — Гайворонський район Кіровоградської області) в селянській родині. Українець. Закінчив кооперативний технікум, працював рахівником у колгоспі.
До лав РСЧА призваний Гайворонським РВК Одеської області у 1939 році. У 1941 році закінчив Сизранське танкове училище.
Учасник німецько-радянської війни з червня 1941 року. Брав участь у оборонних боях за Двинськ і Лугу. З вересня 1941 року — на Ленінградському фронті. Брав участь численних боях за Ленінград.
Особливо відзначився під час проведення операції «Іскра» по прориву блокади Ленінграда у січні 1943 року. 12 січня танкова рота лейтенанта Д. І. Осатюка з важкими боями форсувала річку Нева, й пройшовши торф'яниками, зупинилась перед Синявинськими висотами. За нею підійшли підрозділи бригади морської піхоти. Випереджаючи атаку радянських військ, заплановану на світанку, німецька піхота під прикриттям 3 важких танків пішла в наступ. Лейтенант Осатюк спрямував танки своєї роти на німецьку піхоту. Проте сталось так, що німецькі танки відсікли командирський Т-60 від решти машин роти. Осатюк наказав механіку-водію І. М. Макаренкову маневруючи заднім ходом і уникаючи ворожого вогню, виманити німецькі танки до лісу, де розташовувалась артилерійська батарея старшого лейтенанта Романова. Коли танки супротивника кинулись у погоню за машиною Осатюка, то підставили свої борти під вогонь радянської артилерії й були підпалені. Потім була знищена й ворожа піхота.
18 січня танкова рота Д. І. Осатюка спільно зі 123-ю стрілецькою бригадою і артилеристами увійшла в Робітниче селище № 1, де з'єдналась з частинами 372-ї стрілецької дивізії 2-ї ударної армії Волховського фронту. Ворожа блокада Ленінграду була прорвана.
21 січня під час бою поблизу Робітничого селища № 6 у танк лейтенанта Осатюка потрапив ворожий снаряд, був важко поранений механік-водій. Командир під вогнем супротивника витягнув пораненого товариша й перетягнув в укриття. Пересівши на інший танк, продовжив бій.
13 лютого 1943 року в бою отримав важке поранення і контузію. Після лікування у шпиталі визнаний обмежено придатним 2-го ступеня. Переведений у Московський військовий округ.
З листопада 1943 по квітень 1944 року був заступником командира навчального батальйону зі стройової частини, займався формуванням і підготовкою маршових рот. Особисто сформував близько 100 таких рот.
У квітні 1944 року переведений на посаду командира 4-го навчального танкового батальйону 16-го окремого навчального танкового полку, що займався підготовкою радистів для танків іноземного виробництва. Підготував понад 600 радистів.
У 1947 році закінчив Вищу офіцерську бронетанкову школу, після чого отримав призначення на посаду командира танкового полку 4-ї гвардійської танкової Кантемирівської дивізії (м. Наро-Фомінськ).
З 1959 року — військовий комісар міста Кіровограда. У 1971 році полковник Д. І. Осатюк вийшов у запас.
Помер 25 травня 1999 року. Похований у Пантеоні Вічної Слави в місті Кропивницький.

## Нагороди
Указом Президії Верховної Ради СРСР від 10 лютого 1943 року за зразкове виконання бойових завдань командування на фронті боротьби з німецькими загарбниками та виявлені при цьому відвагу і героїзм, лейтенантові Осатюку Дмитру Івановичу присвоєне звання Героя Радянського Союзу з врученням ордена Леніна і медалі «Золота Зірка» (№ 559).
Також був нагороджений орденами Вітчизняної війни 1-го (11.03.1985) і 2-го (13.09.1945) ступенів, Червоної Зірки, медалями.